# The Sun & the Moon
The Sun & the Moon fue una banda surgida en 1988 de la fusión de dos miembros del grupo británico The Chameleons (Mark Burgess y John Lever) y del australiano Music for Aborigens (Andy Clegg y Andy Whitaker).
Editarían un único álbum de título homónimo y un EP en el mismo año hasta que once años después lanzarían un recopilatorio con el álbum, el EP y las caras B de los dos sencillos editados.

## Discografía
- 1988 The Sun & The Moon.
- 1988 Alive; Not Dead (EP).
- 1999 The Great Escape.

- Datos: Q6145295